# Oostelijk Flevoland
Oostelijk Flevoland (hrv.: "Istočni Flevoland") jedan je od poldera u nizozemskoj provinciji Flevoland. Na zapadu je spojen s Zuidelijk Flevolandom.

## Geografija
Polder ima površinu od 544 km² i nalazi se na istočnoj strani jezera IJsselmeer, koje je nekada bilo morski zaljev Zuiderzee. Otet je od mora velikim melioracijskim radovima izvedenim od 1950. do 1957. godine. Na zapadnoj obali poldera leži i Lelystad, glavni grad provincije Flevoland.

## Vanjske poveznice
- Geschiedenis van Flevoland  Arhivirana inačica izvorne stranice od 3. listopada 2014. (Wayback Machine) (nizoz.)